# Castillo de Alfofra

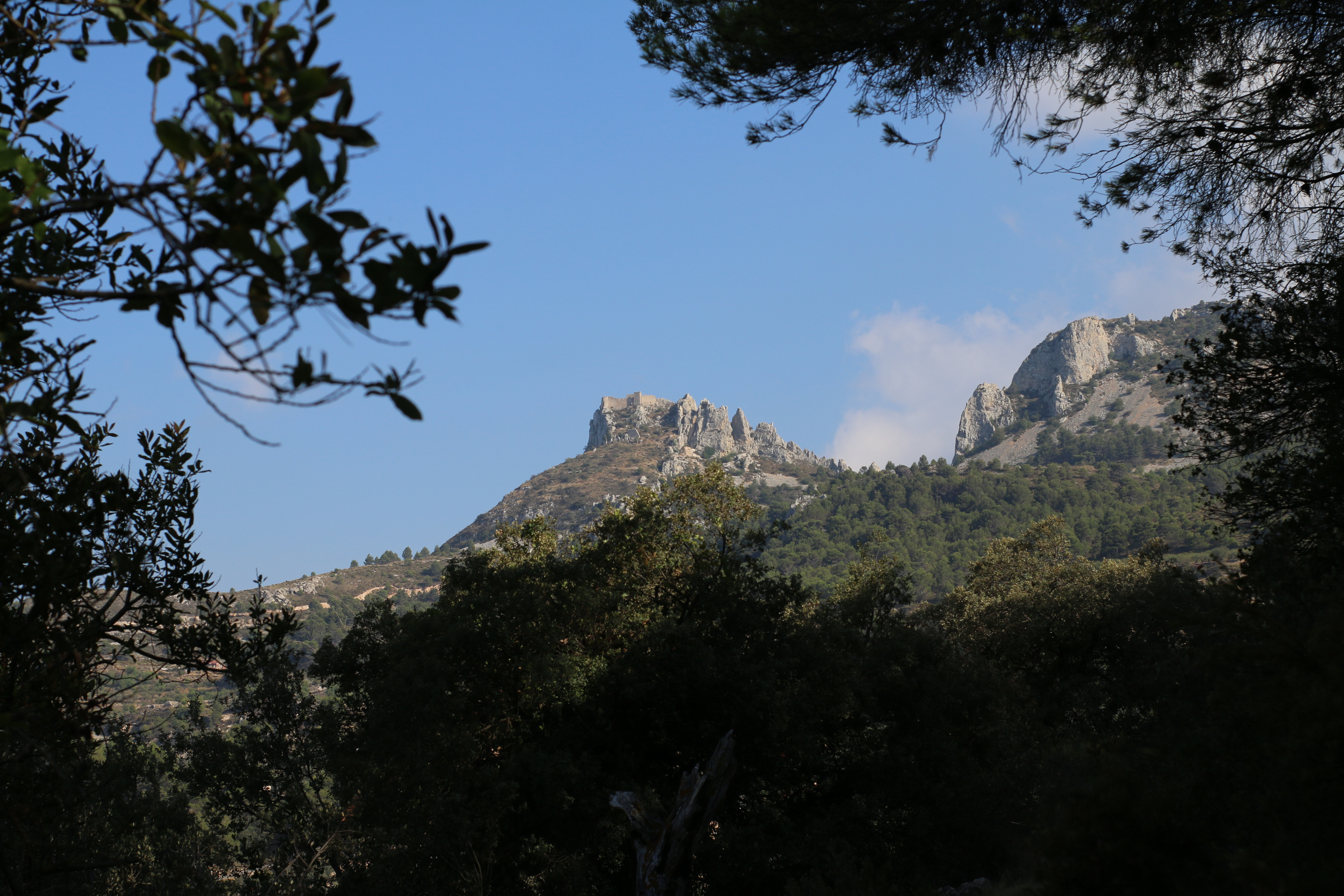
Vista del castillo desde Benifato.

El castillo de Alfofra es un castillo del siglo XIII que se alza en el término municipal de Benifato, en la comarca de la Marina Baja, España. Se encuentra sobre un escarpado cerro a 1100 m s. n. m., siendo el castillo a mayor altitud de la provincia de Alicante.
Es un castillo pequeño pero muy estratégico, que domina todo el valle de Guadalest hasta el mar. El nombre de la edificación deriva del de la alquería musulmana del rey Al-Azrac, origen del actual Benifato. Tras ser conquistado por Jaume I en 1264, el castillo fue donado a Vidal de Sarrià como un enclave fundamental en la salvaguarda de las comunicaciones entre La Marina y la Foia d’Alcoi, aunque a partir de entonces sufrió una profunda reforma. Sus posteriores propietarios serían la familia Sarriá, el infante Pedro y las familias Cardona y Ariza. Tuvo un destacado papel durante las revueltas de moriscos, que opusieron una fuerte resistencia armada al decreto de expulsión de 1609, refugiándose en las montañas de la Vall de Laguart.

## Estado de conservación
A pesar de hallarse en ruinas, aún pueden observarse una gran cantidad de elementos del castillo. De su recinto exterior sólo se conservan unos pocos lienzos, que incluyen una torre cuadrada y otra circular, fundados sobre los riscos de la cumbre. El recinto interior es de mayores dimensiones, y su muralla almenada -en la que se abre la puerta de acceso bajo arco de medio punto- se refuerza con otras dos torres, también una circular y otra cuadrada. 	
De origen musulmán, debió ser profundamente reformado tras la conquista cristiana. 	

## Protección
Bajo la protección de la Declaración genérica del Decreto de 22 de abril de 1949, y la Ley 16/1985 sobre el Patrimonio Histórico Español.

## Galería de imágenes
|               |
| Vista General |

|                                |
| Restos del Castillo de Alfofra |

|                                |
| Restos del Castillo de Alfofra |

|                                    |
| Castillo de Alfofra, Vista general |

|                                |
| Restos del Castillo de Alfofra |

|                                          |
| Torreón y lienzo del Castillo de Alfofra |

- Datos: Q383808
- Multimedia: Castell d'Alfofra / Q383808